# Rivière Falcoz
Der Rivière Falcoz ist ein ca. 176 km langer rechter Nebenfluss des Rivière George im Nordosten der kanadischen Provinz Québec.

## Flusslauf
Der Rivière Falcoz entspringt 3 km nördlich des Lac Lomier im Nordosten der Labrador-Halbinsel an der Provinzgrenze zu Neufundland und Labrador. Der Fluss fließt anfangs in südlicher Richtung. Er fließt am Lac Courdon westlich vorbei zum Lac Pilliamet, den er durchfließt. Anschließend wendet sich der Rivière Falcoz nach Südwesten. Schließlich mündet der Fluss in den Lac Slanting, einer Flussverbreiterung des Rivière George, 240 km südlich von Kuujjuaq.

## Etymologie
Der Fluss wurde nach Mathieu Falcoz (1702–1763), einem Geistlichen in Montreal, benannt.